# Gens Cornelia
 "Cornelius" omdirigeres hertil. For andre betydninger, se Cornelius (flertydig).
Gens Cornelia, eller Cornelii (hankøn: Cornelius og hunkøn: Cornelia), var et af de største patriciske slægter (gens) i det antikke Rom med etruskiske rødder. I mere end syv hundrede år – fra de tidlige årtier af Republikken til det tredje århundrede e.Kr. – producerede Cornelii flere fremtrædende statsmænd og generaler end nogen anden gens. Mindst 75 romerske konsuler under Republikken var medlem af denne familie, begyndende med Servius Cornelius Maluginensis i 485 f.Kr.
Sammen med Aemilii, Claudii, Fabii, Manlii og Valerii var Cornelii var de med stor sandsynlighed blandt gentes maiores (de vigtigste og mest magtfulde familier i Rom), som i århundreder dominerede Republikkens forskellige magistrat-embeder. Alle de store grene (stirpes) af gens cornelia var patriciske, men der var også plebejiske Cornelii, hvoraf mindst nogle af disse nedstammede fra frigivne slaver.
Familien var relativt ung blandt patricierne, eftersom den først fik et konsulembede med Servius Cornelius Maluginensis Cossus i 485 f.Kr., men den steg hurtigt i graderne og begyndte at konkurrere om konsulembederne med Fabii og Valerii fra det tredje århundrede f.Kr. Over tredive procent af alle konsulembederne blev besat af mænd fra denne slægt (gens) udover deres besættelse af flere andre betydningsfulde poster.

## Medlemmer
Nedenfor er gengivet en liste over forskellige medlemmer af Gens Cornelia. Disse er opgjort efter forskellige grene af familien, som anvendte forskellige cognomina.

### Cornelii Cinnae
- Lucius Cornelius Cinna (130 f.Kr – 84 f.Kr) bl.a. konsul

### Cornelii Scipiones
- Publius Cornelius Scipio ( – 211 f.Kr) bl.a. general og konsul

- Publius Cornelius Scipio Africanus (236 f.Kr. – 183 f.Kr.) bl.a. general og konsul
- Publius Cornelius Scipio Aemilianus (185 f.Kr. – 129 f.Kr.) bl.a. general og konsul
- Publius Cornelius Scipio Nasica Serapio (183 f.Kr. – 132 f.Kr.) bl.a. konsul

### Cornelii Rufini et Sullae
- Lucius Cornelius Sulla (138 f.Kr – 78 f.Kr) bl.a. konsul og diktator

### Andre Cornelii under Republikken
- Cornelius Nepos.(100 f.Kr – 25 f.Kr) forfatter